# Daniele Marcassa
Daniele Marcassa (San Donà di Piave, 21 settembre 1974) è un conduttore televisivo italiano.

## Biografia
Dopo la maturità scientifica si laurea al Dams presso l'Università di Bologna. Durante gli studi si esibisce in svariati locali e teatri con il gruppo di Teatro Cabaret  "Scemi di Girasole". Voce delle emittenti Radio Bellla & Monella e Radio Marilù dal 2002 fino al 2015. Nel 2009 fonda insieme all'amico Nicola Piccoli l'agenzia di comunicazione e produzioni video Phil Fresh. Insieme a Francesco Maino (scrittore) è autore di "Perdipiave", una lunga camminata da Venezia alla vetta del Monte Peralba lungo il corso del fiume Piave, che diventa un format televisivo in onda nel 2012 su Antenna Tre Nordest e, nel 2013, dopo aver vinto il "Sea Heritage Best Communication Campaign Award", su 7 Gold per una seconda stagione. Dal 2014 cura e conduce  il programma "Zanzega" per l'emittente Antenna Tre. Nel 2016 incontra gli studenti di Italianistica della Taylor Institution dell'Università di Oxford in un progetto curato dalla Professoressa Paola Tomè, un confronto sulle tecniche di racconto dei paesaggi culturali italiani. Ha partecipato e contribuito ai contenuti della trasmissione "Linea Verde" della RAI, nelle stagioni 2017 e 2018. Nel 2018 Phil Fresh e Mario Maffucci si occupano per la Città di Jesolo della comunicazione della scultura di sabbia "Sand Nativity" in piazza San Pietro a Roma. Nel 2018-2019 cura e conduce insieme a Patrizio Roversi il programma televisivo "Bacaro" per l'emittente nazionale TV2000.